# August von Hayek
August von Hayek, född 14 december 1871 i Wien, död där 11 juni 1928, var en österrikisk läkare och botaniker.
Auktorsnamnet Hayek kan användas för August von Hayek i samband med ett vetenskapligt namn inom botaniken; se Wikipediaartiklar som länkar till auktorsnamnet.